# Music Rising
Music Rising es una fundación de caridad fundada por Bob Ezrin y la casa de guitarras Gibson, con la ayuda e imagen del guitarrista y pianista de U2 The Edge.

## Objetivos
Music Rising se creó para ayudar a comprar los instrumentos musicales de los músicos de Nueva Orleans, afectados por el huracán Katrina. Tomó su nombre de un documental grabado en Canadá en septiembre de 2006. En él se refleja la acción que U2 estaba realizando para ayudar a la gente de Nueva Orleans.

## Inauguración del Superdome
En el marco del Vertigo Tour, U2 decidió pausarlo por la enfermedad de un familiar de uno de los miembros. En la inauguración del Superdome, hubo un partido de los New Orleans Saints contra los Atlanta Falcons, transmitido en vivo por ESPN, con una presentación del medio tiempo de U2, con la colaboración de Green Day. Las canciones fueron las siguientes:
- Wake Me Up When September Ends (con The Edge ayudando en la guitarra)
- The Saints Are Coming (grabada en la pausa del Vertigo Tour)
- Beautiful Day (con Billie Joe Armstrong cantando en el coro)

El acto se puede descargar por Rhapsody, un software parecido a iTunes, Ares o Napster (sólo en EE. UU.).
- Datos: Q6941636